# Carrozzeria Sports Cars
La Carrozzeria Sports Cars, anche nota come Carrozzeria Drogo, è stata un'azienda produttrice di carrozzerie per automobili fondata a Modena agli inizi degli anni sessanta dal pilota Piero Drogo.
Si specializzò soprattutto nella trasformazione di vetture Ferrari.
La Carrozzeria Sports Cars ha realizzato carrozzerie per Bizzarrini, Ferrari, Iso Rivolta, Maserati e Scuderia Serenissima, in particolare per autovetture destinate alle competizioni.
L'azienda chiuse nel 1973, a seguito della scomparsa in un incidente stradale del suo fondatore e proprietario Piero Drogo.

## Le auto
Nel 1960 trasformò e creò la Ferrari 250 Gt Swb (chassis 2209GT, targa MO60578) per il pilota francese Jo Schlesser. L'auto successivamente divenne proprietà del giornalista milanese Gianni Roghi (direttore del quotidiano Tuttosport) e ancora dopo del miliardario americano Leslie H. Wexner che l'acquistò per 5 milioni di dollari.
Nel 1961 realizzò una Ferrari 250 Swb Competizione (chassis 2445GT) che dal 1964 appartenne all'attore premio Oscar James Coburn e successivamente al produttore cinematografico John Calley (presidente della Sony Pictures Entertainment). Divenne poi di proprietà del pilota olandese Hans Hugenholtz.
Nel 1961 l'americano Lloyd “Lucky” Casner, pilota fondatore del team Camoradi, acquistò una Maserati Birdcage (chassis 2472) e l'affidò a Piero Drogo la trasformazione. Dal 1997 al 2013 l'autovettura fu di proprietà di Umberto Panini di Modena, fondatore della omonima fabbrica di figurine; oggi si trova nel Museo Panini Maserati di Cognento, frazione di Modena.

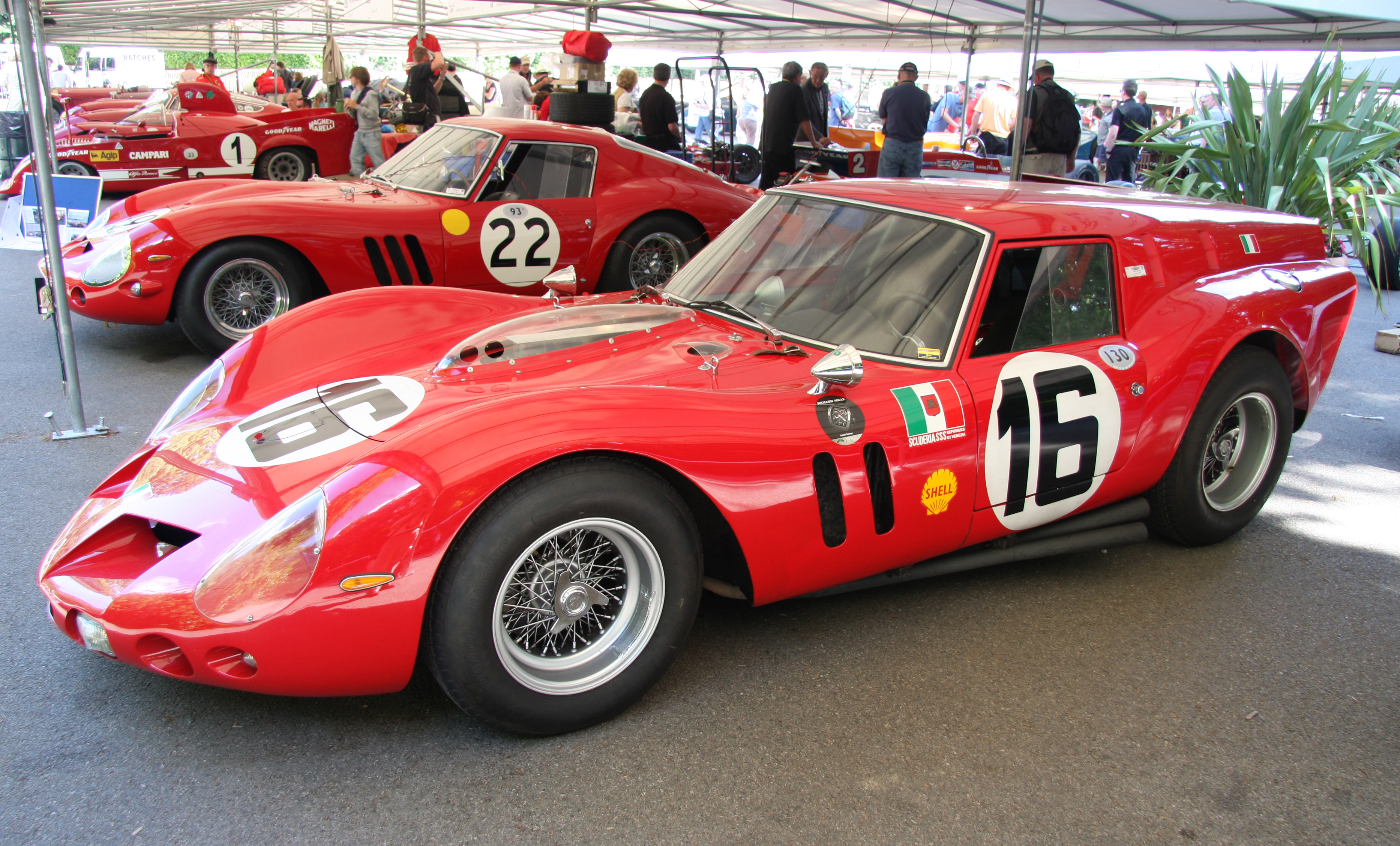
Ferrari 250GT SWB 'Breadvan'

La Ferrari 250 Gt (chassis 2819GT) venne acquistata nel 1962 dall'aristocratico e pilota belga Olivier Gendebien, appartenente alla famiglia proprietaria della società Solvay. Nello stesso anno, un altro aristocratico, il conte veneziano Giovanni Volpi di Misurata, proprietario della Scuderia Serenissima, commissionò a Piero Drogo la trasformazione.
Nacque così, dall'estro di Drogo (ispirato alle teorie aerodinamiche dello svizzero Wunibald Kamm) e dalle competenze di Giotto Bizzarrini (per la parte meccanica) la Ferrari 250 Gt Drogo conosciuta anche come Ferrari Breadvan.
L'autovettura rimase di proprietà della famiglia dei Conti Volpi di Misurata fino al 1965; nel 2005 ad un'asta di Cristie's venne messa in vendita con una valutazione tra i 2,5 e i 5 milioni di dollari. La proprietà successiva è quella di Klaus Werner titolare della Classic Cars di Wuppertal (Germania).
Nel 1962, per un cliente di Nizza trasformò una Jaguar 3,8 E Type (chassis 886294).
Nel 1963, Giotto Bizzarrini, lo coinvolse nel progetto di Renzo Rivolta, proprietario della Iso Rivolta: Bizzarrini, Bertone e Drogo (quest'ultimo come costruttore) furono gli artefici della Iso Grifo A3C che venne esposta al Salone dell'automobile di Torino. La stessa auto nel 1964 gareggiò alla 24 Ore di Le Mans, pilotata dallo svizzero Edgard Berney e dal belga Pierre Noblet.
Sempre nel 1963, la Carrozzeria Sports Cars venne anche coinvolta nella costruzione della Condor Aguzzoli.
Del 1964 è la Ferrari 250 LM (chassis 5843), carrozzeria di colore giallo, in seguito di proprietà di John Mc Caw (magnate presidente della AT&T di Seattle).
Del 1965 è la Ferrari 250 LM (chassis 154LM) realizzata per Sergio Bettoja e poi finita in Florida nella collezione di Paul Pappalardo.
Del 1965 la Ferrari 365 P2 (chassis 581) poi di proprietà dell'americano Peter G. Sachs.
Nel 1966 realizzò la Ferrari 206 S Dino Spyder. L'auto è stata di proprietà del concessionario Ferrari per la Svezia Gustaf Dieden. Nel 2006 a Monaco è stata messa in vendita ad un'asta per il valore di 2,5 milioni di euro.
Del 1966 anche la Ferrari 330 P3 con motore a 12 cilindri con potenza da 420 cavalli.
Dello stesso anno pure la Ferrari 250 Gt per lo svizzero Pierre De Siebenthal (che nel 1973 venne acquistata da Harley Cluxton).
Nel 1967 realizza una Ferrari Dino 206 Spyder (chassis 032, carrozzeria di colore giallo) che in tempi più recenti, per 1,5 milioni di dollari, finirà nella collezione di Carlos Monteverde (figlio della miliardaria brasiliana Lily Safra).
Nel 1967 il meranese Norbert Seppi, proprietario insieme al fratello del night club Navarro di Bolzano, si rivolge a Piero Drogo per avere una Ferrari particolare: Drogo utilizza una Ferrari 330 Gt (chassis 7970GT) e realizza un modello particolare con la carrozzeria colore oro (da qui la denominazione golden car).
L'autovettura è diventata poi di proprietà di John Goodman, presidente del gruppo immobiliare Pinnacle di Seattle.
Nel 1967 Piero Drogo portò alla Sports Cars Giorgio Neri che, nel 1960 e insieme a Luciano Bonacini aveva avviato a Modena la Carrozzeria Neri & Bonacini; entrambi provenivano dalla Maserati. Dopo sette anni di attività, nel 1967, furono costretti alla chiusura e Neri andò appunto a lavorare per Drogo, mentre Bonacini andò alla De Tomaso.
Le Ferrari create negli anni '60 da Drogo sono considerate, dai collezionisti di tutto il mondo, tra le più ambite e rare. Nelle aste internazionali hanno raggiunto quotazioni elevatissime.

## Marchio
Nel 2013 Ivan Drogo Inglese ha costituito la società Drogo Sports Cars per la realizzazione di nuovi modelli e di repliche destinate soprattutto ai collezionisti esteri.